# Politique au Bangladesh

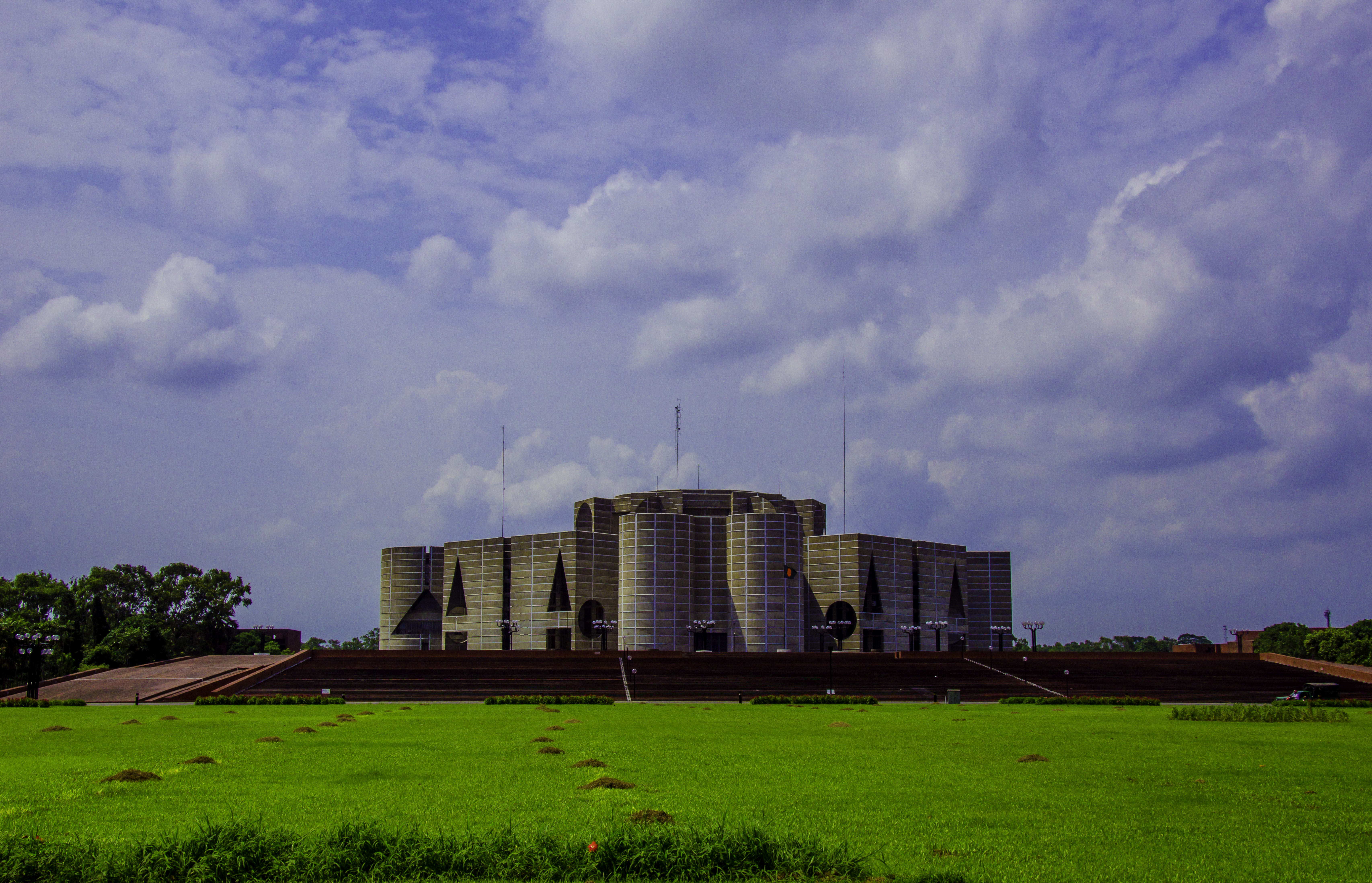
Bâtiment abritant le Jatiya Sangshad em 2014.

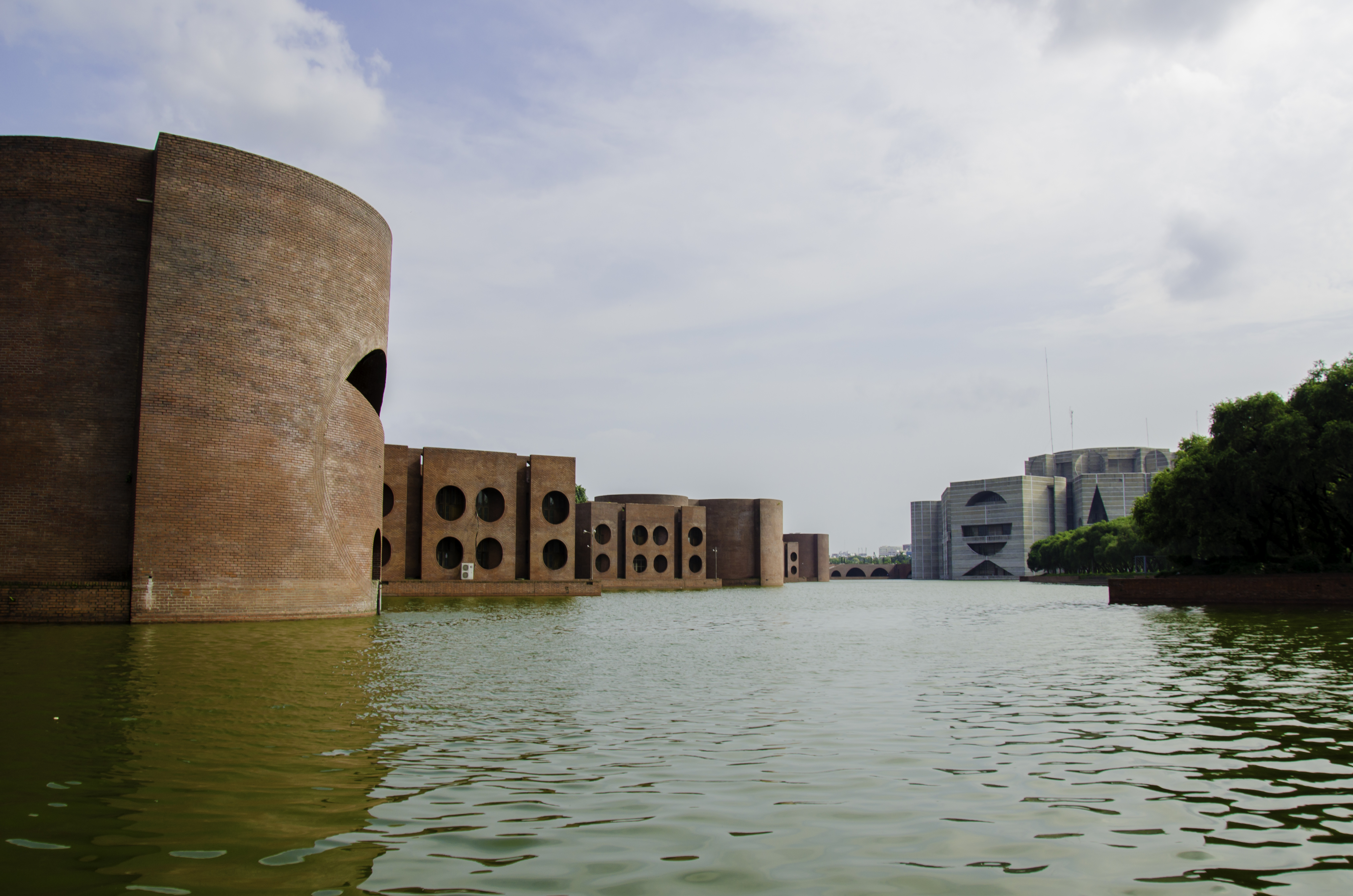
Jatiya Sangsad Bhaban (2014)

La politique au Bangladesh repose sur un modèle étatique de république démocratique à régime parlementaire. L'actuelle constitution du Bangladesh est promulguée en 1972.
Le chef de l'État, le président de la République, est élu pour 5 ans au suffrage indirect. Il est élu par le Parlement. Le président bangladais n'a qu'un rôle de représentation. Le Premier ministre exerce l'essentiel du pouvoir exécutif. Il est nommé par le Président et doit être membre du parti majoritaire au Parlement. Le gouvernement est composé de ministres sélectionnés par le premier ministre. 
Muhammad Yunus est actuellement le Premier ministre du Bangladesh à titre intérimaire. Deux partis politiques dominent la vie politique du Bangladesh, la Ligue Awami (AL) et le Parti nationaliste du Bangladesh (BNP). Les deux autres partis politiques minoritaires sont le Parti Jatiya et le Bangladesh Jamaat-e-Islami.
Le pouvoir législatif est exercé par un parlement monocaméral dont la chambre s'appelle la chambre des Nations ou Jatiya Sangsad. Les 350 membres du parlement sont élus au suffrage universel direct pour cinq ans. 300 membres sont élus au scrutin uninominal et 50 qui sont réservés aux femmes sont répartis à la proportionnelle.
La plus haute instance judiciaire est la Cour suprême, dont les membres sont nommés par le président.
En 2020, un tiers des députés est propriétaire d’usines de textile, dans lesquelles les conditions de travail sont généralement particulièrement dégradées. En conséquence, « l’imbrication entre le pouvoir politique et économique est totale. Les députés sont juges et parties, et contribuent à faire en sorte que les lois sur la protection sociale n’évoluent pas pour ne pas perdre des parts de marché », affirme Nayla Ajaltouni, coordinatrice du collectif Éthique sur l’étiquette.